# Tyraspol
Tyraspol (rum. Tiraspol, ros. Тирасполь, ukr. Тирасполь) – miasto na terenie Mołdawii, położone na lewym brzegu Dniestru, od 1991 roku stolica samozwańczej republiki Naddniestrza, stanowi miasto wydzielone na prawach rejonu. Wraz z 128 807 mieszkańcami w 2023 było trzecim co do wielkości miastem Mołdawii (po Kiszyniowie i Bielcach).

## Historia

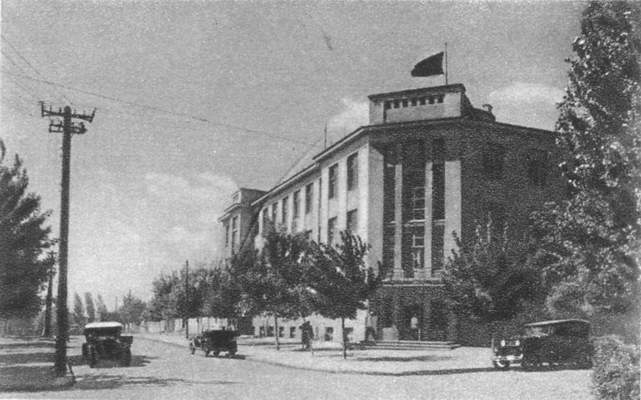
Tyraspol w 1941

Nazwa ośrodka wywodzi się od rzeki Dniestr, w czasach rzymskich nazywanej Tiras. Współczesny gród założony został jednak dopiero w 1792 roku przez Aleksandra Suworowa jako rosyjska fortyfikacja – twierdza obronna przed agresją ze strony Turcji, na bazie zamieszkiwanej przez Mołdawian oraz sprowadzonych przez Rosjan osadników różnej narodowości wsi Sucleia. Po rewolucji październikowej należał do marionetkowej Ukrainy radzieckiej, po 1922 roku zaś do ZSRR. Od 1924 w składzie Mołdawskiej Autonomicznej SRR, której stolicą został w 1929 roku. Po aneksji Besarabii przez ZSRR w 1940 roku miasto przyłączono do radzieckiej Mołdawii. W latach 1941–1944 pod zarządem Rumunii jako część tzw. Transnistrii.

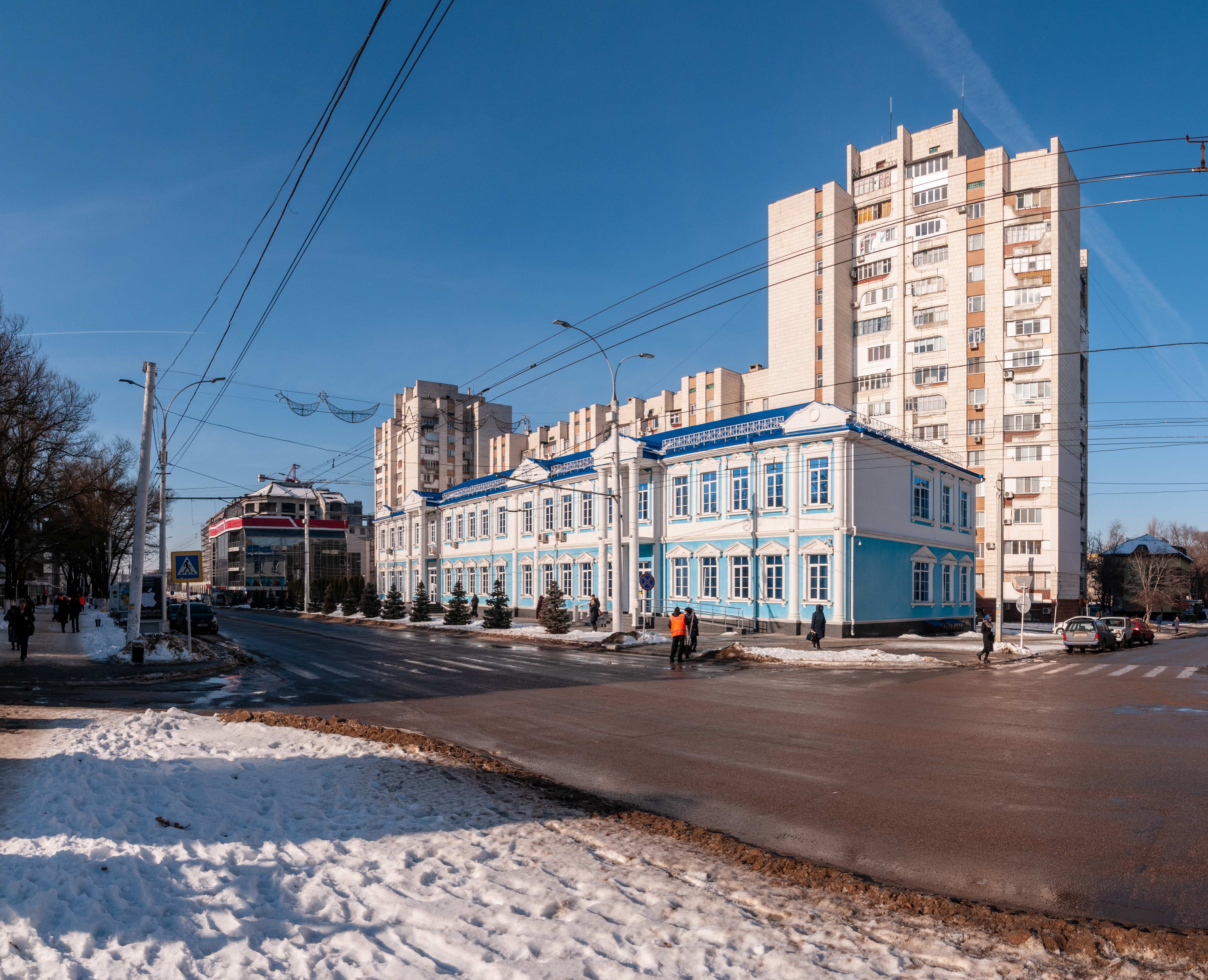
Historyczna i sowiecka zabudowa w mieście

W 1991 roku Tyraspol stał się stolicą nieuznawanej przez żadne państwo na świecie Naddniestrzańskiej Republiki Mołdawskiej.
Rezyduje tu prezydent, jest też siedzibą organów władzy i administracji centralnej oraz banku centralnego (emisyjnego) republiki.
W Tyraspolu znajduje się stała placówka misji OBWE – jedynej międzynarodowej organizacji akceptującej (acz nie uznającej) istnienie NRM. Tyraspol to ośrodek przemysłu maszynowego, elektromaszynowego, obronnego, spożywczego.
Od lat 30. XX w. był siedzibą XIV Armii Radzieckiej – najsilniejszej, najlepiej wyposażonej i wyszkolonej armii której celem było zajęcie rumuńskich pól roponośnych. Jednym z ostatnich dowódców XIV AR był generał Aleksandr Lebied´.

## Demografia
Skład etniczny Tyraspola przedstawia się następująco: Rosjanie 41%, Ukraińcy 32%, Rumuni (Mołdawianie) 18%, Żydzi 1,4%.
Opiekę konsularną nad Polakami przebywającymi w Tyraspolu sprawuje polska placówka konsularna w Kiszyniowie.
W Tyraspolu mieszka kilkaset osób narodowości polskiej. Tyraspol jest jednym z głównych skupisk Polaków w Mołdawii.

## Żydzi w Tyraspolu
- 1847: żydowska populacja wyniosła 1406.
- 1897: żydowska populacja urosła do 8668 osób (27% populacji miasta)
- 1910: w Tyraspolu znajdują się dwie prywatne żydowskie szkoły, pierwsza dla chłopców, druga dla dziewcząt.
- 1926: żydowska populacja zmalała do 6398 osób (29,1% populacji miasta)
- 1959: zamknięcie jedynej czynnej synagogi w mieście, populacja żydowska nie przekroczyła 1500 osób.
- 2007: żydowska populacja wynosi 2200 osób.

### Antysemityzm
- 14–15 kwietnia 2001 – atak bombowy na synagogę tyraspolską, budynek został znacznie uszkodzony. Nikt nie ucierpiał.
- 13–30 marca 2004 – zniszczenie oraz pomalowanie około 70 nagrobków na cmentarzu żydowskim. Lokalne władze odmówiły pomocy oraz wsparcia finansowego na oczyszczenie antysemickich napisów na nagrobkach.
- 4 maja 2004 – próba podpalenia tyraspolskiej synagogi koktajlem Mołotowa. Pożar nie wyrządził większych szkód, gdyż został natychmiast ugaszony przez przypadkowego przechodnia.

### Zabytki żydowskie
- cmentarz żydowski w Tyraspolu
- synagoga w Tyraspolu

## Sport

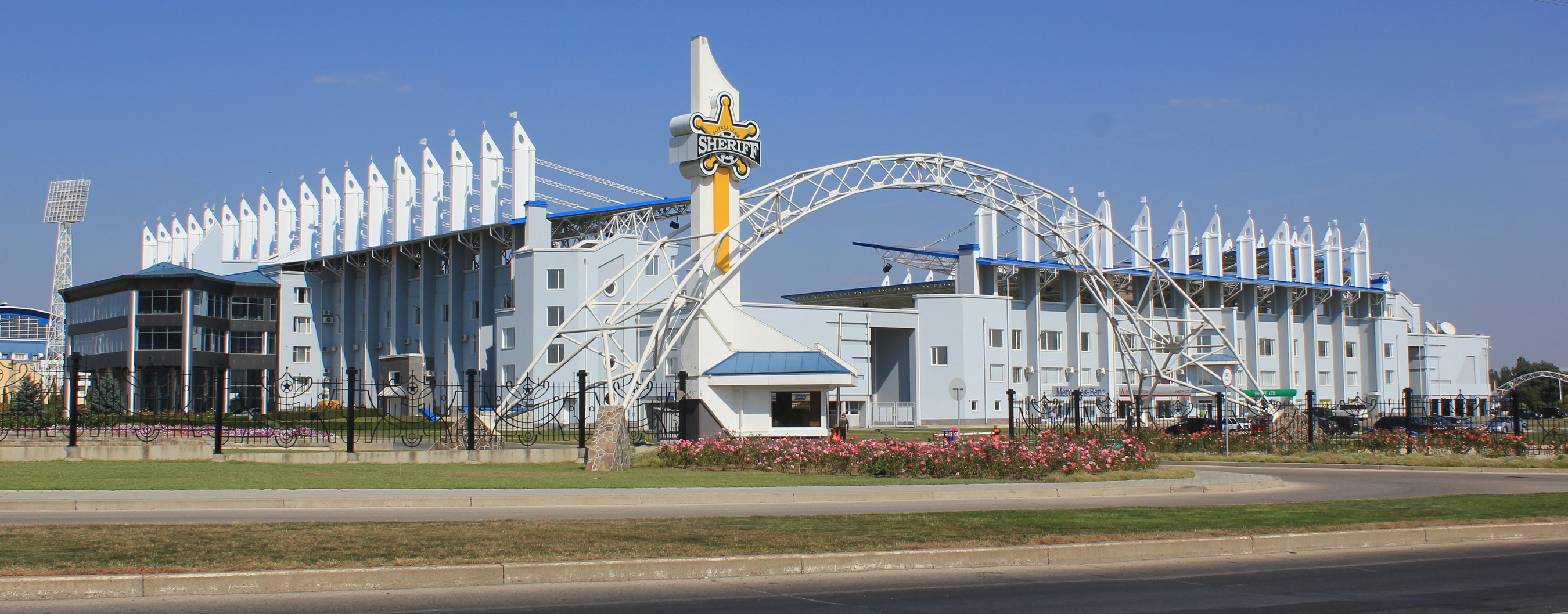
Kompleks stadionu Sheriff

W Tyraspolu mają siedziby kluby piłkarskie Sheriff Tyraspol (wielokrotny mistrz Mołdawii) i Dinamo-Auto Tyraspol.

## Religia

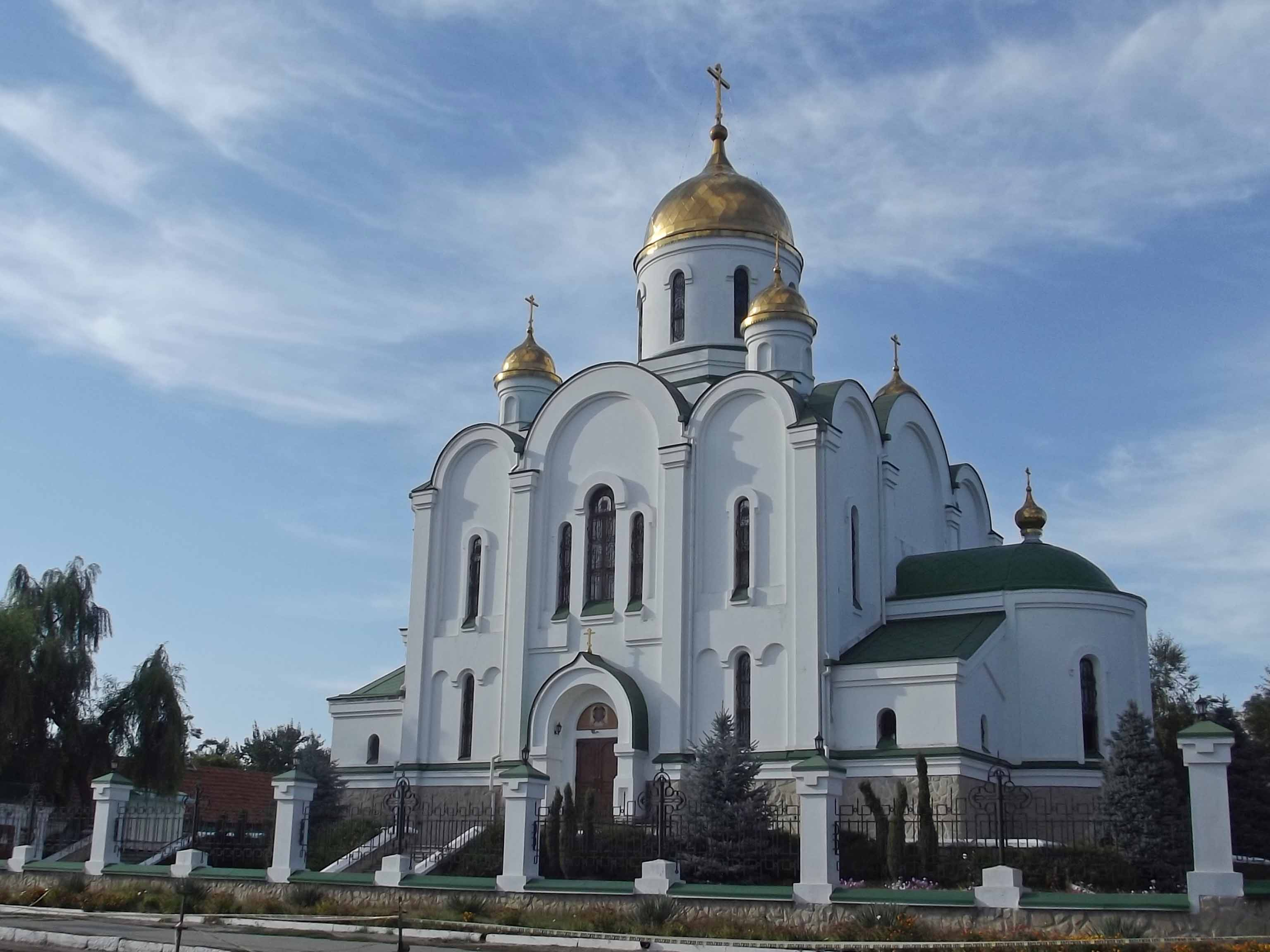
Sobór Narodzenia Pańskiego

Od 1998 miasto jest siedzibą prawosławnej eparchii tyraspolskiej i dubosarskiej (jurysdykcja Mołdawskiego Kościoła Prawosławnego). Przed rewolucją październikową w mieście znajdowało się trzy cerkwie wojskowe, sobór św. Mikołaja oraz jednowiercza cerkiew Opieki Matki Bożej. Wszystkie te budowle w okresie radzieckim zostały zniszczone i od początku lat 30. XX wieku do 1988 w Tyraspolu nie było żadnej czynnej świątyni prawosławnej. Obecnie (pocz. XXI w.) w mieście czynnych jest osiem świątyń, z których najważniejszą jest sobór Narodzenia Pańskiego, wzniesiony w latach 1998–1999. Jedna z cerkwi, kaplica św. Jerzego, stanowi część Pomnika Chwały Wojennej, upamiętniającego poległych w II wojnie światowej, wojnie w Afganistanie oraz wojnie o Naddniestrze.
W Tyraspolu znajduje się także cerkiew staroobrzędowa pod wezwaniem Opieki Matki Bożej. Miejscowa parafia podlega eparchii kiszyniowskiej i całej Mołdawii Rosyjskiej Prawosławnej Cerkwi Staroobrzędowej.
Do roku 1929 Tyraspol był siedzibą rzymskokatolickiej diecezji tyraspolskiej, która zanikła w wyniku przemian politycznych i prześladowania Kościoła przez władze radzieckie.

## Miasta partnerskie
Miasta partnerskie Tyraspolu:
- Wołgograd, Rosja
- Kaługa, Rosja
- Kursk, Rosja
- Obninsk, Rosja
- Siewierodwińsk, Rosja
- Nowosybirsk, Rosja
- Mikołajów, Ukraina
- Tarnopol, Ukraina
- Chersoń, Ukraina
- Czerkasy, Ukraina
- Bielce, Mołdawia
- Komrat, Mołdawia
- Rejon Leniński (Mińsk), Białoruś
- Suchumi, Gruzja
- Cchinwali, Gruzja
- Eilenburg, Niemcy
- Santarem, Portugalia
- Trondheim, Norwegia
- Aszdod, Izrael

## Galeria

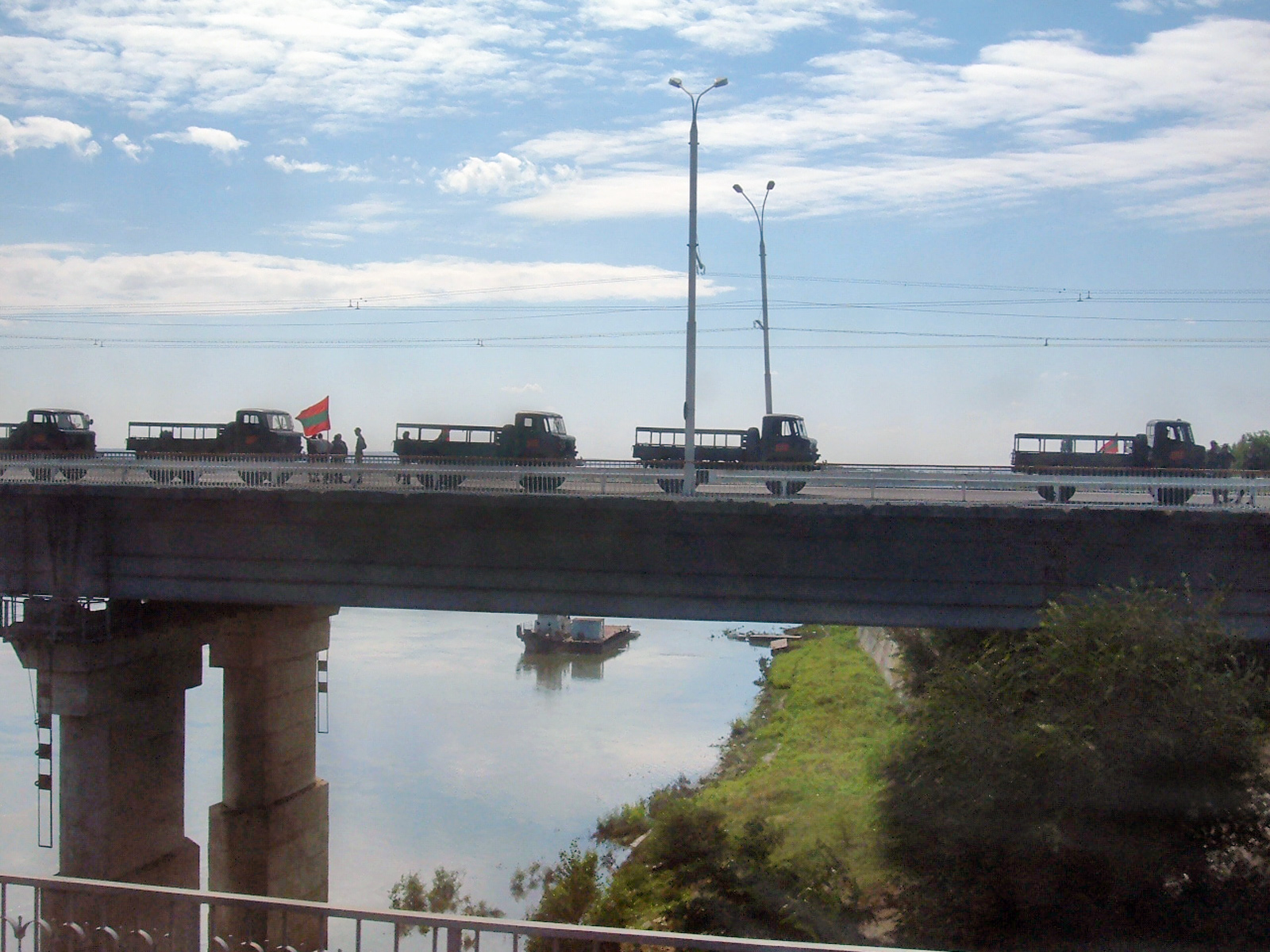
Most w Tyraspolu
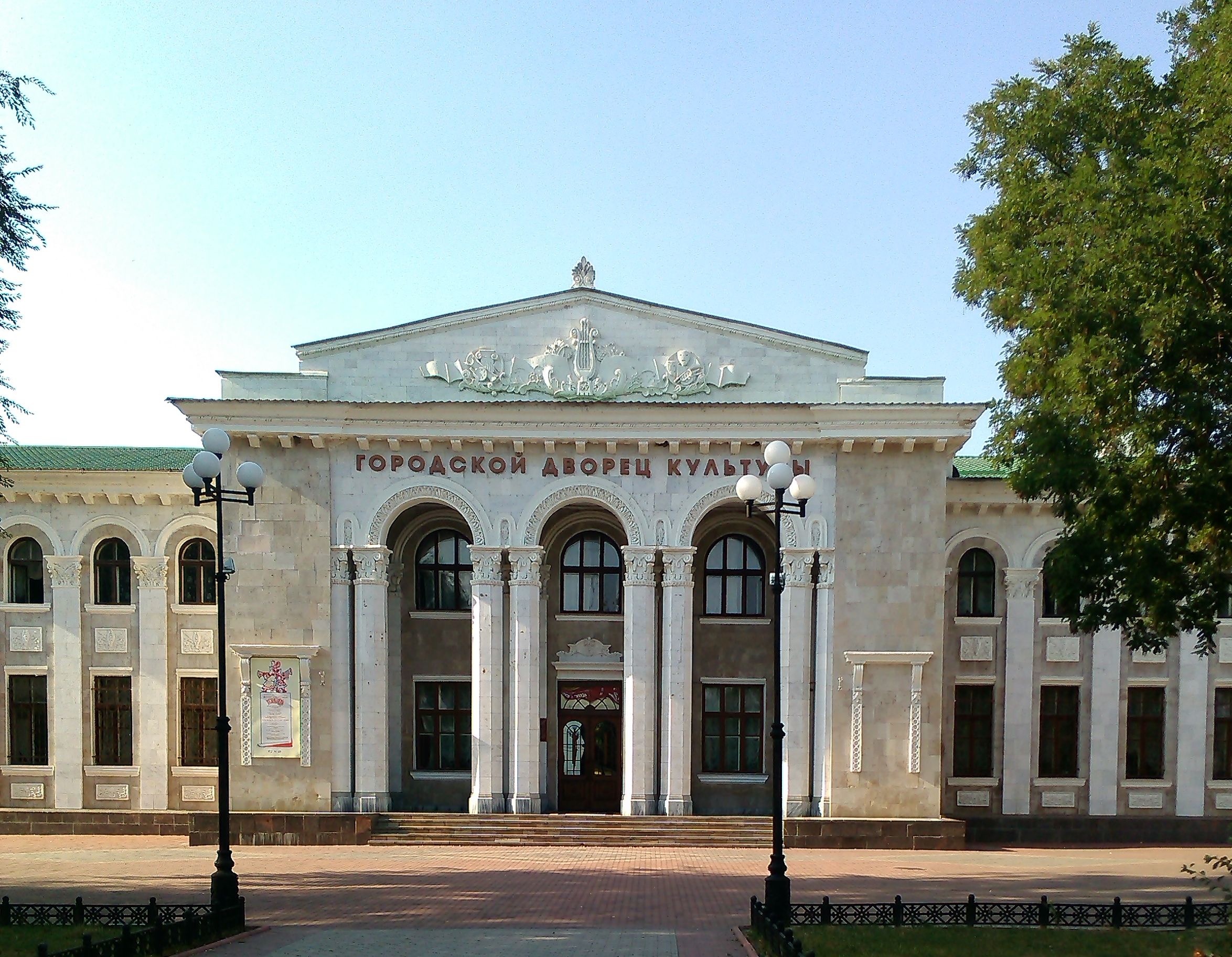
Pałac Kultury
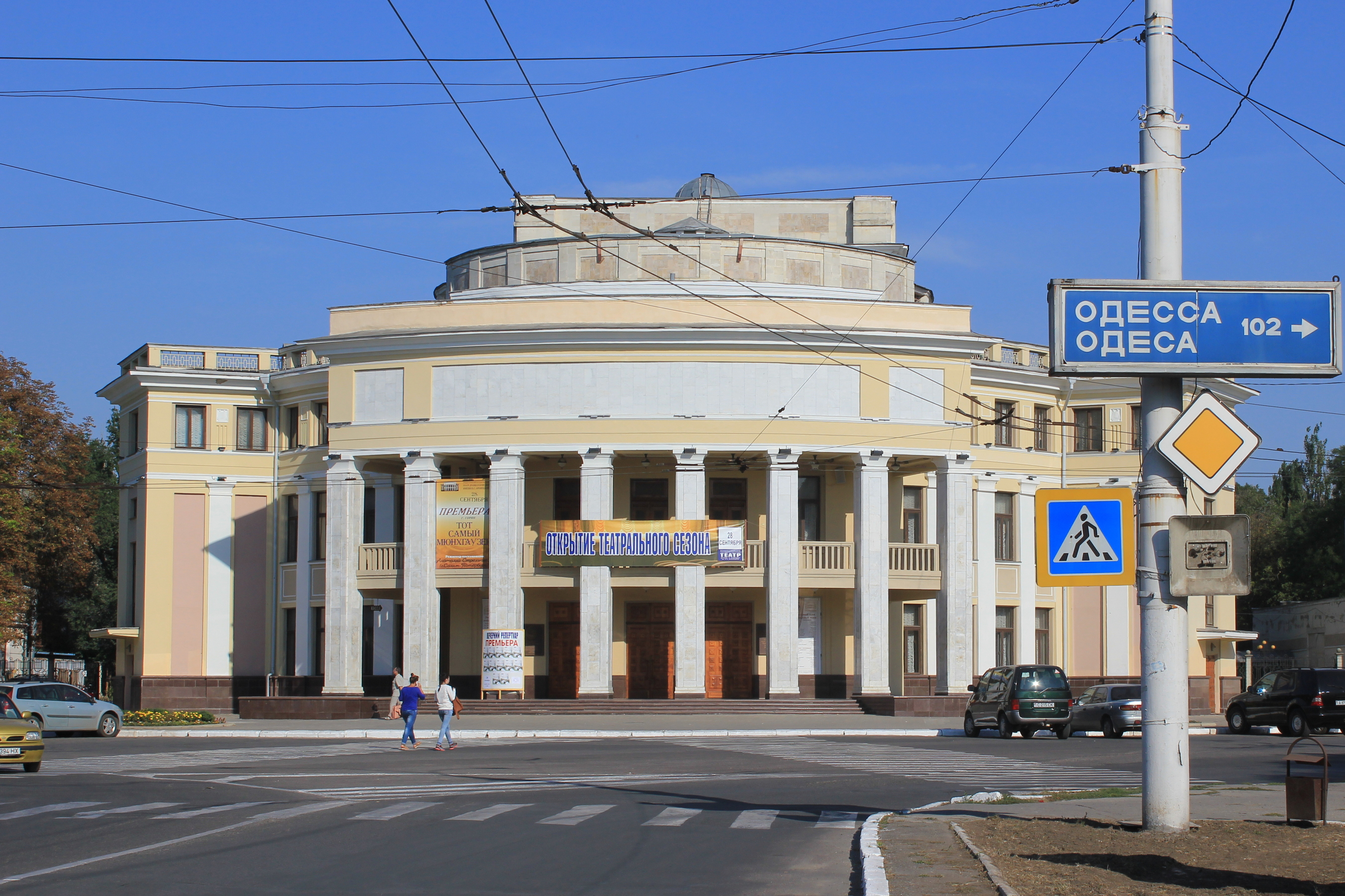
Teatr miejski
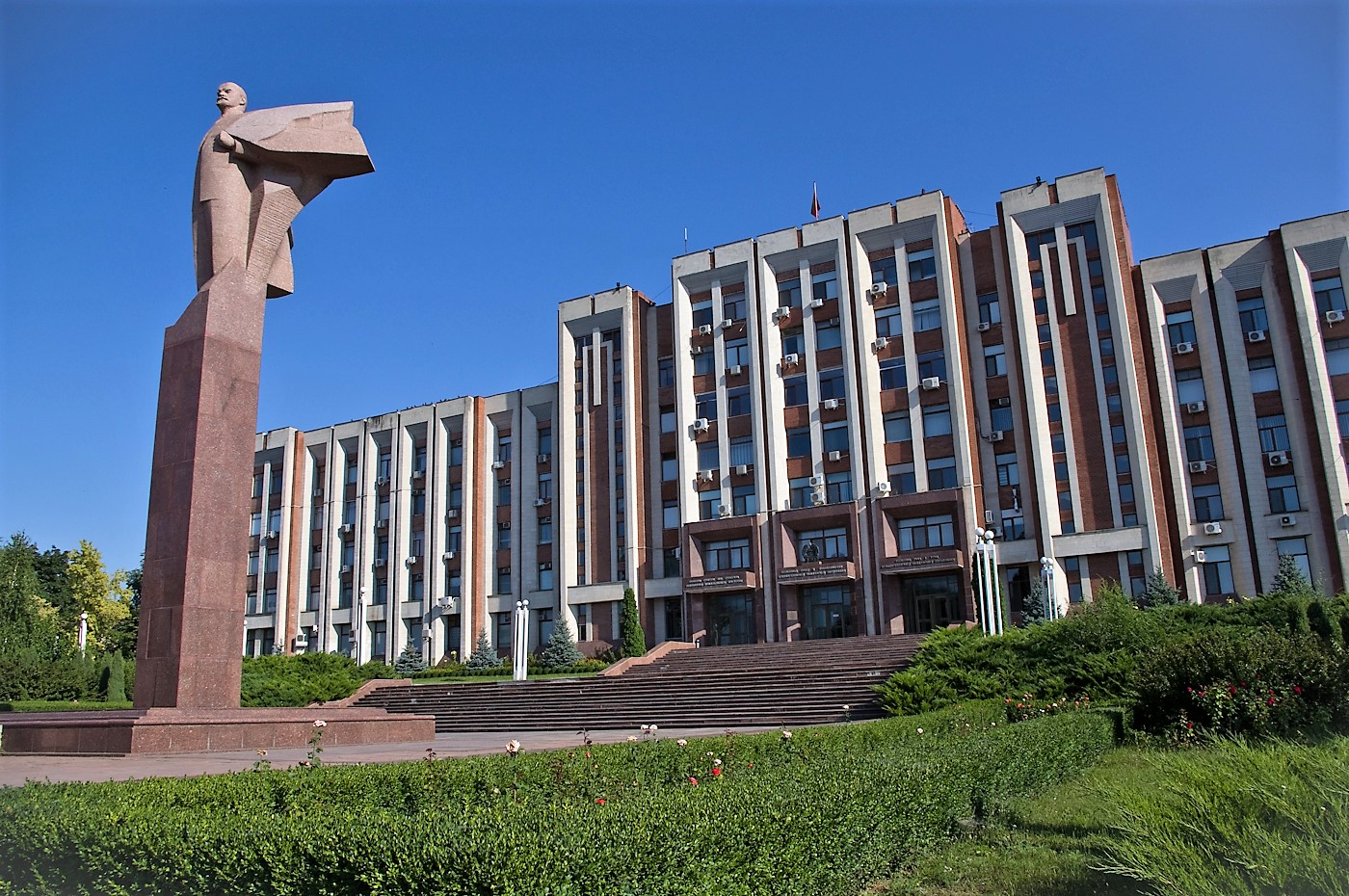
Pomnik Lenina przed siedzibą rządu i Rady Najwyższej separatystycznej republiki
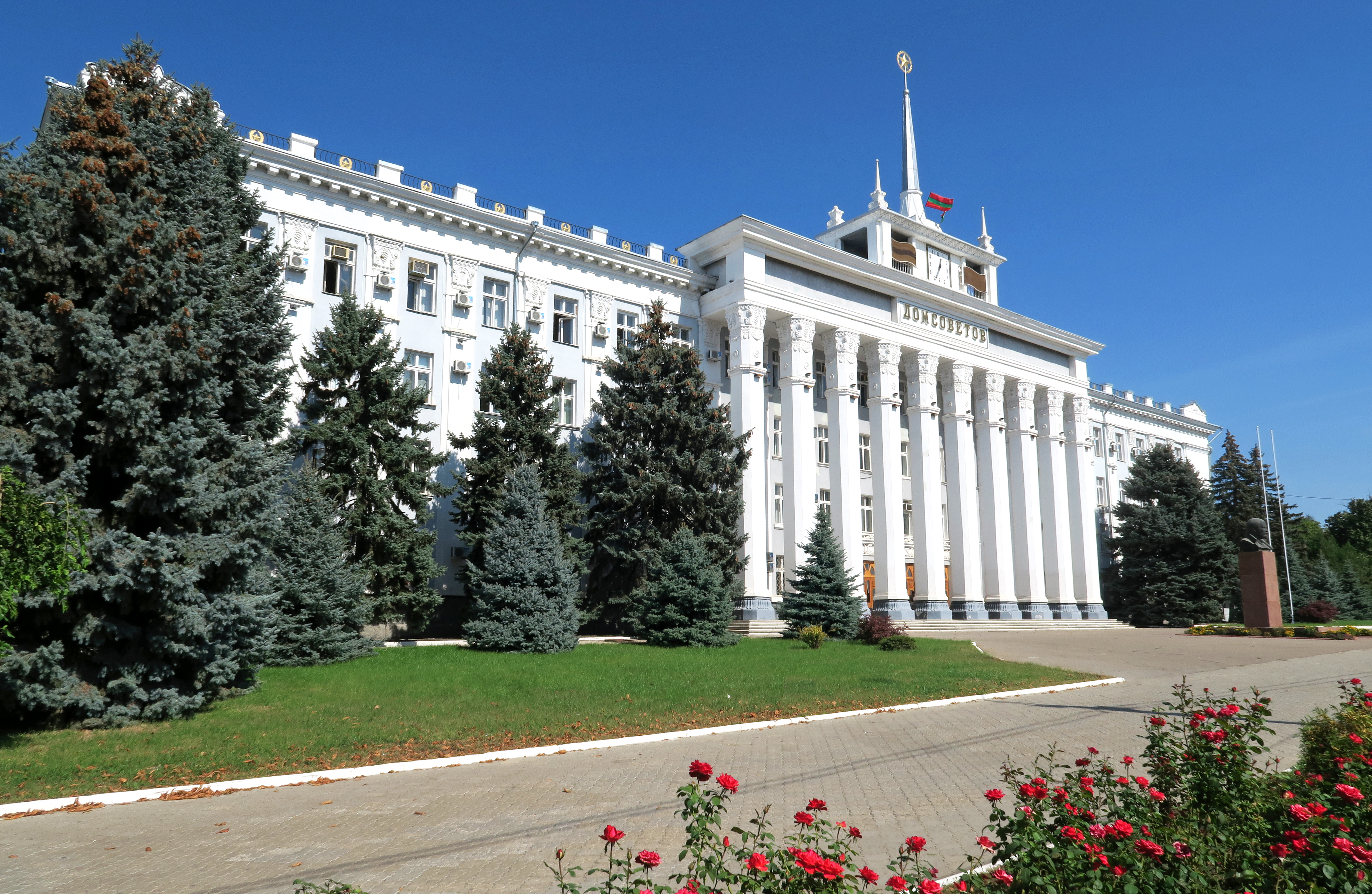
Siedziba Rady Miasta („Dom Rad”)
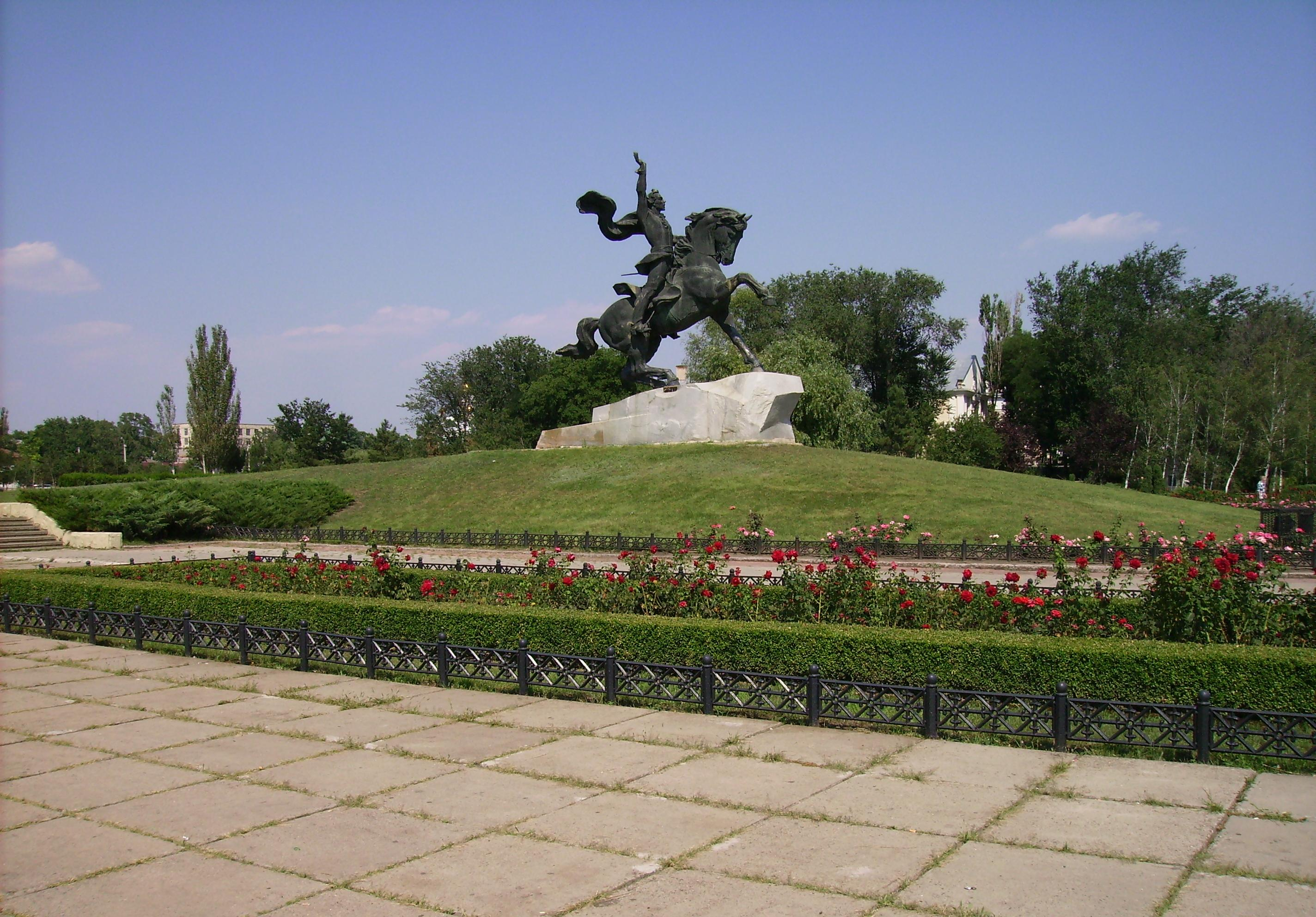
Pomnik Suworowa
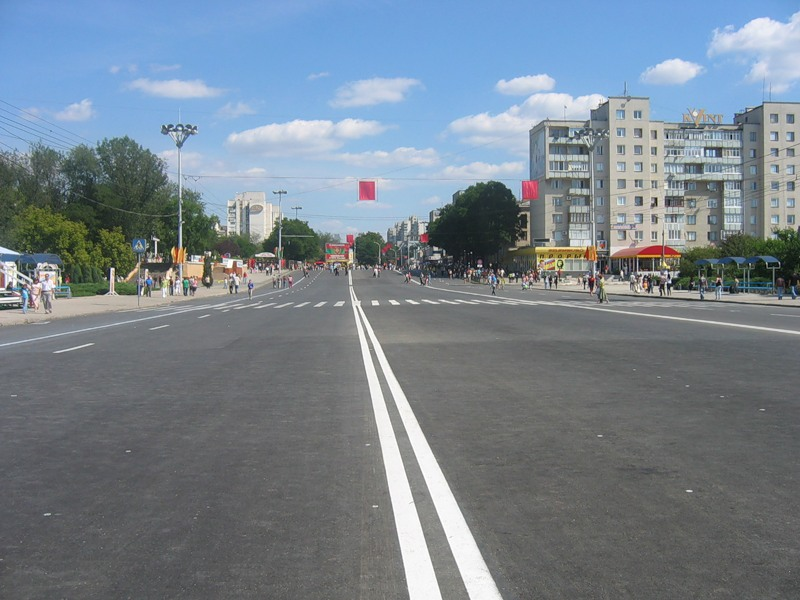
Plac Suworowa
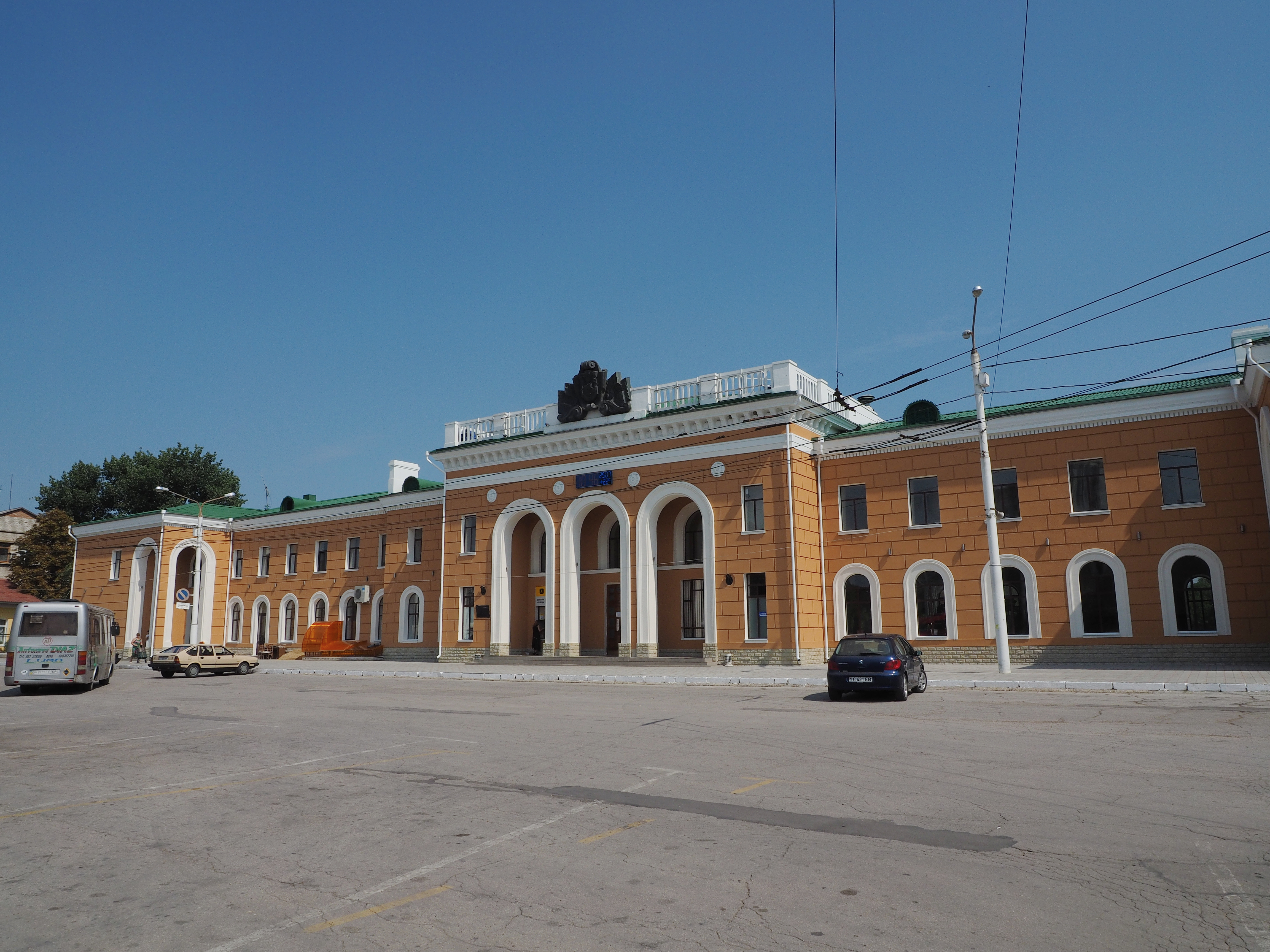
Dworzec kolejowy
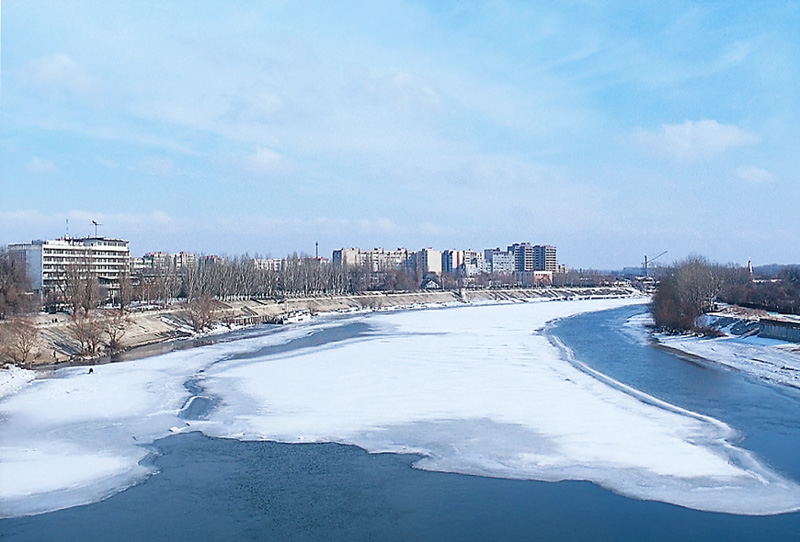
Dniestr zimą
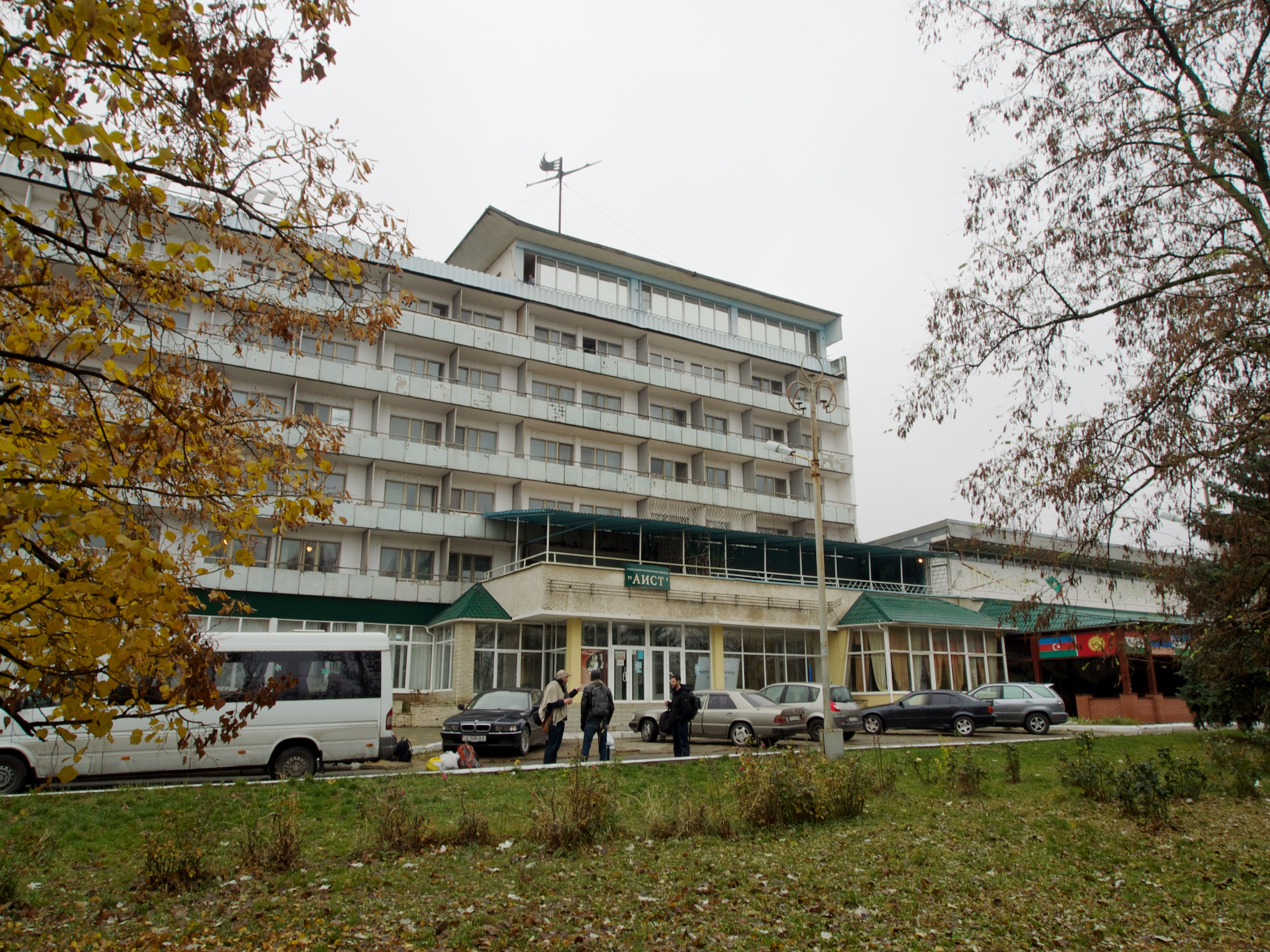
Hotel „Aist”
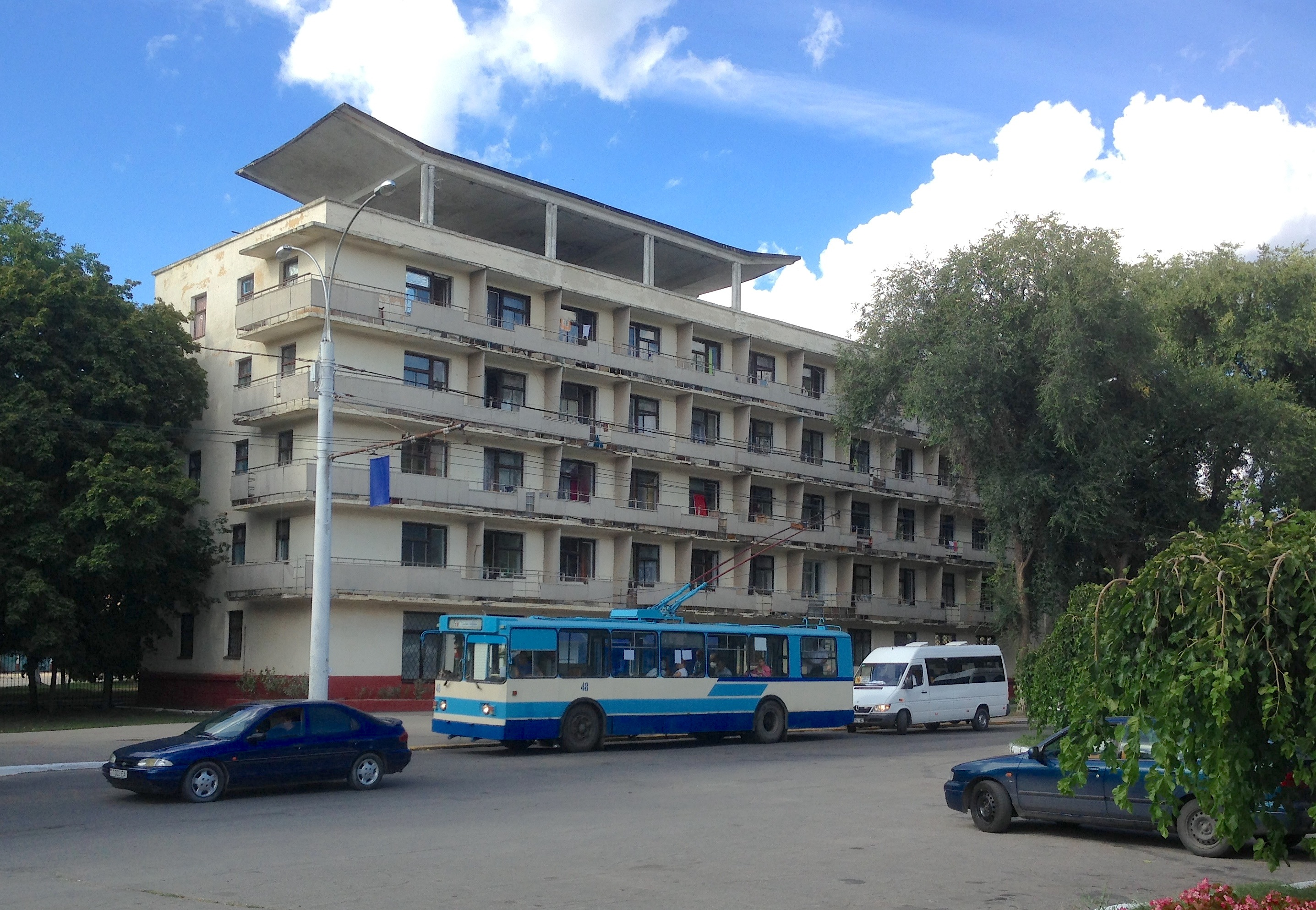
Budynek radziecki
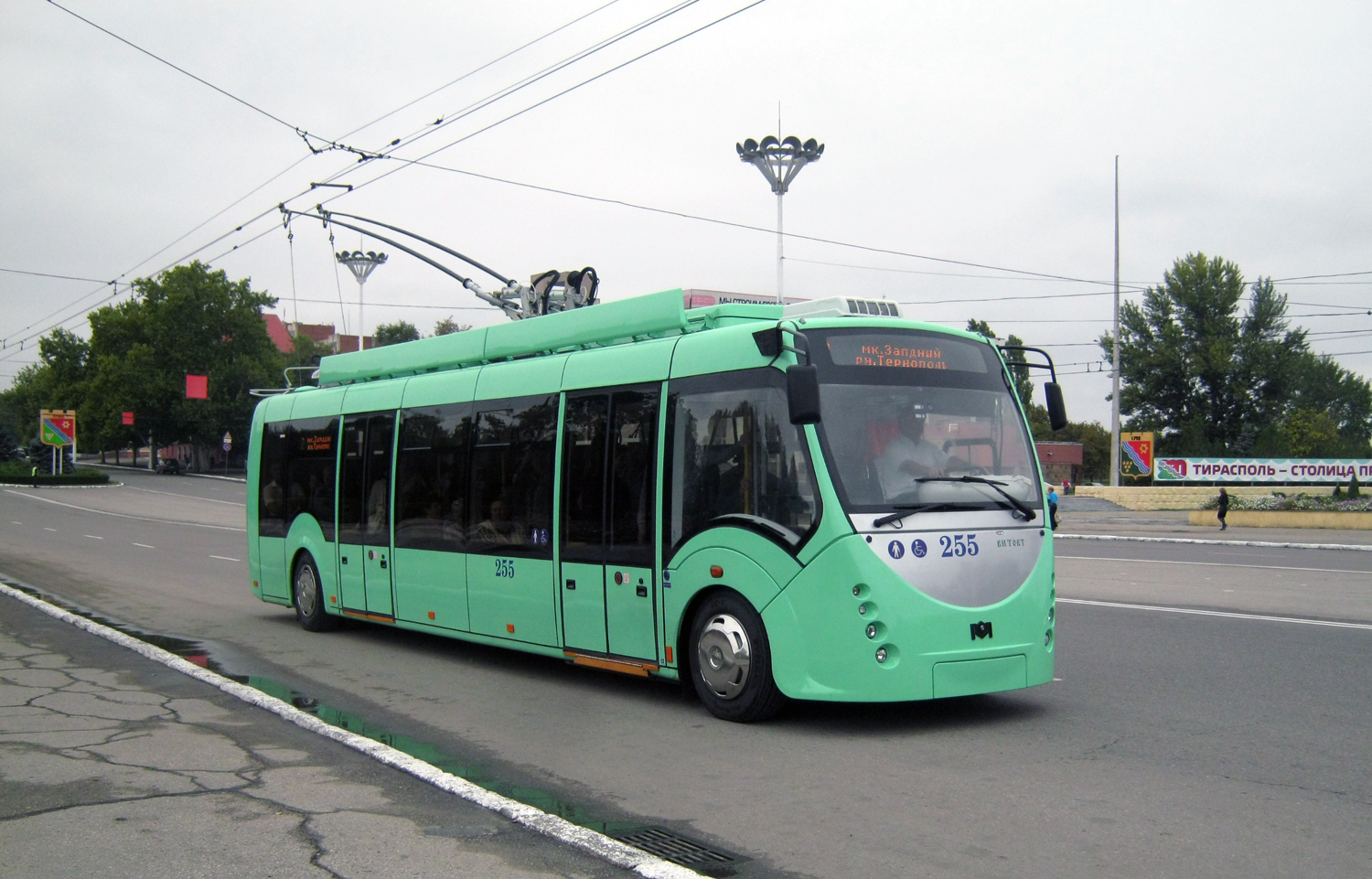
Trolejbus w Tyraspolu
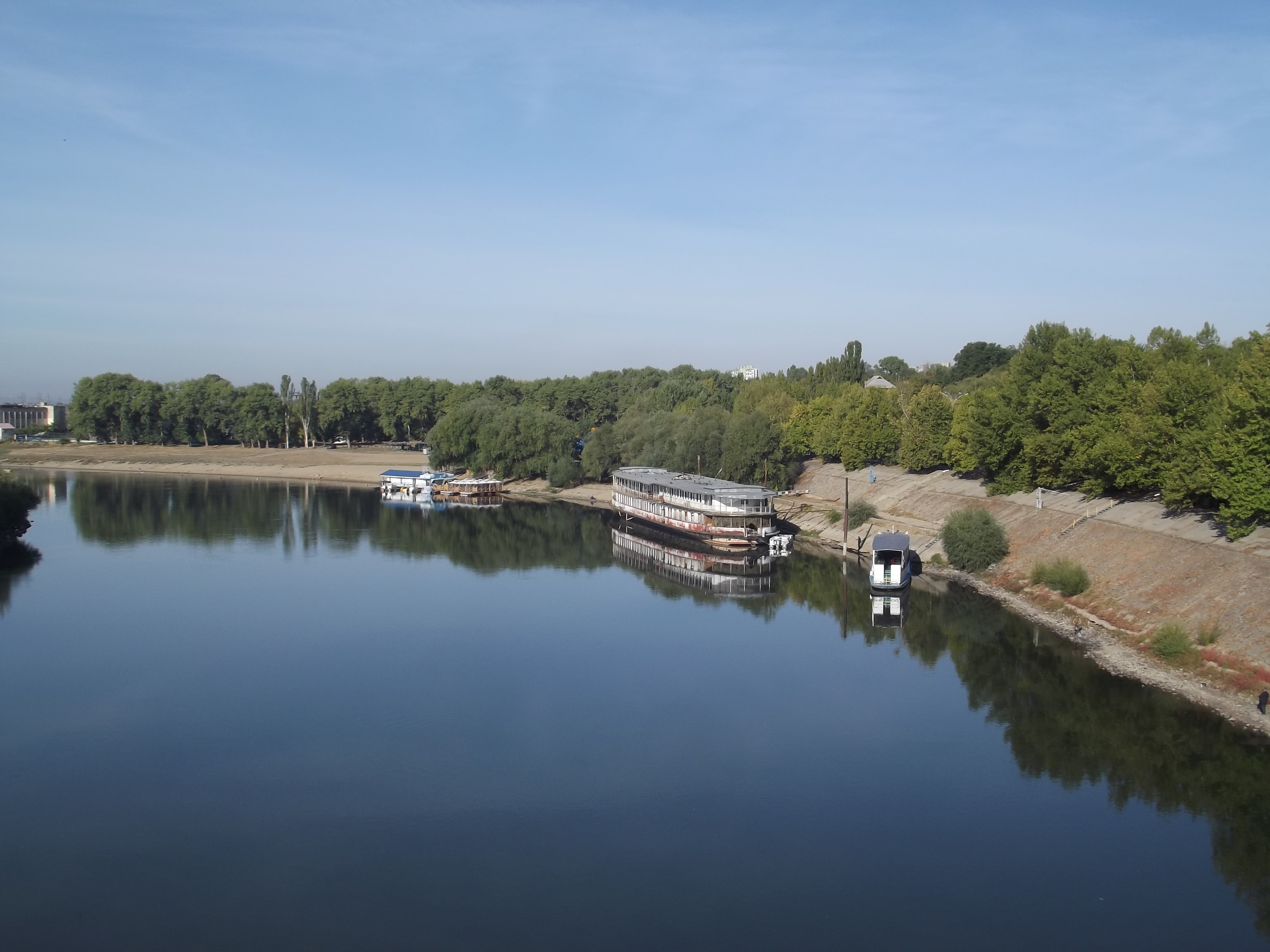
Widok na Dniestr
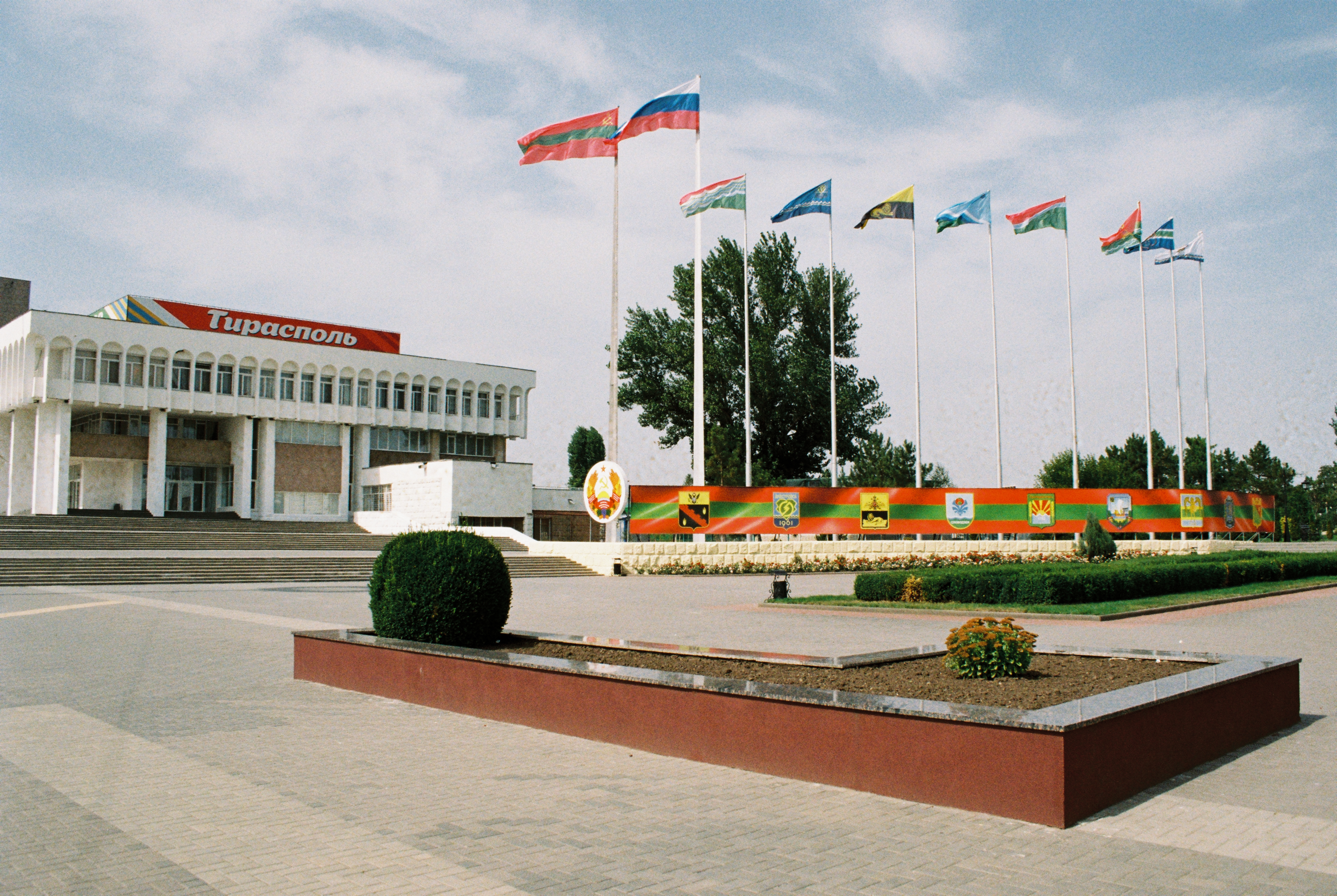
Plac Suworowa w Tyraspolu
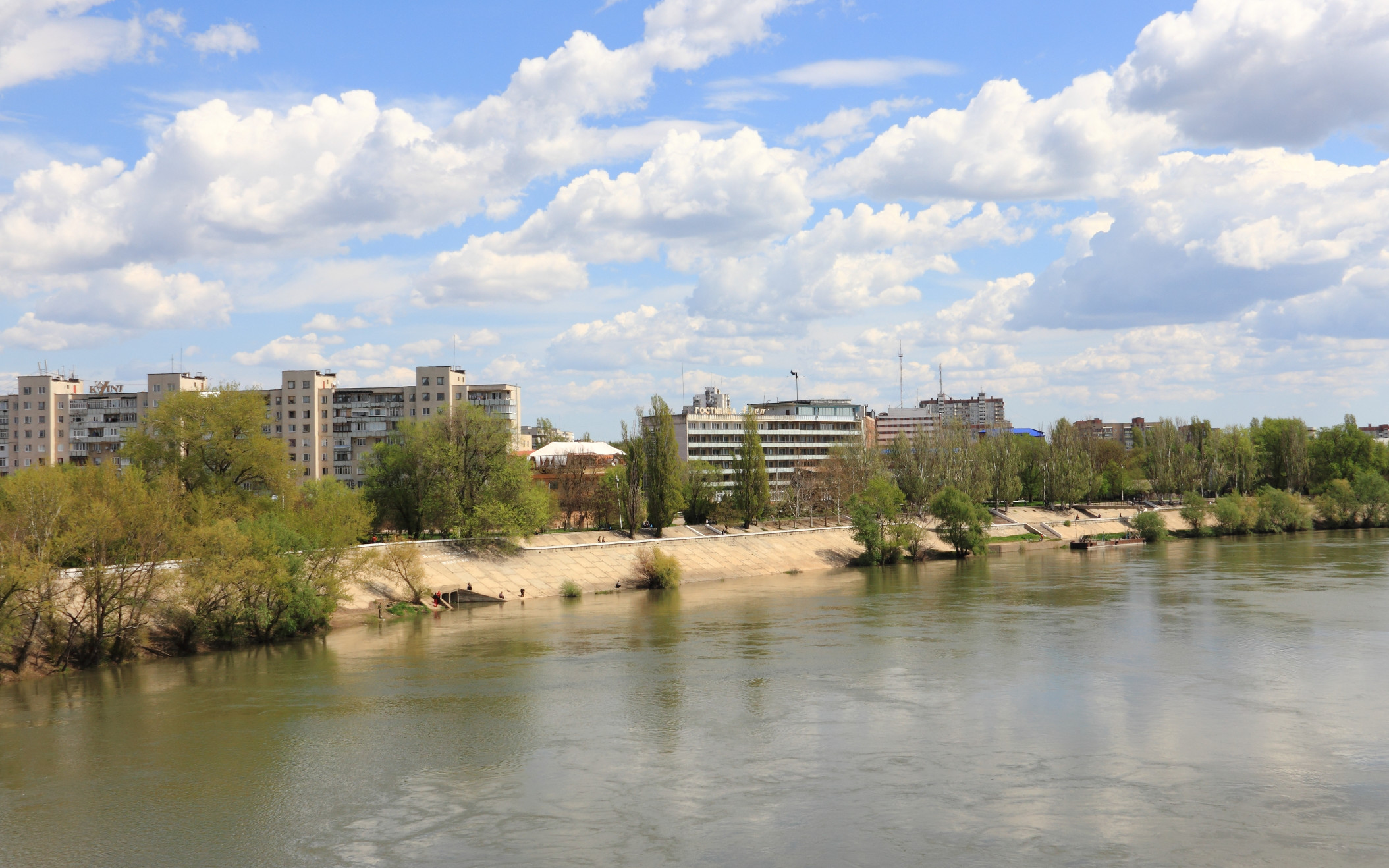
Dniestr w Tyraspolu
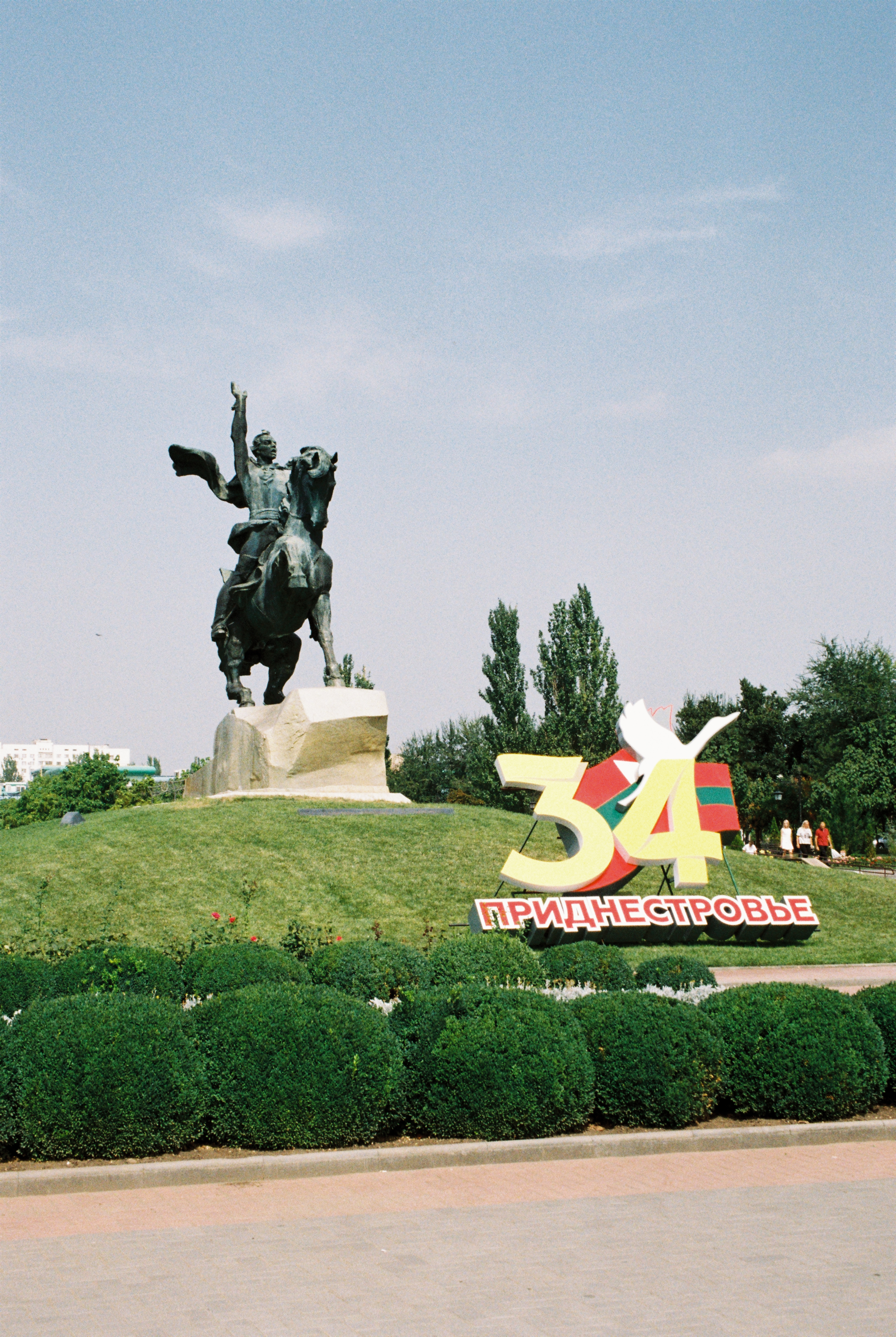
Pomnik Suworowa w Tyraspolu